# Psorophora lanei
Psorophora lanei är en tvåvingeart som beskrevs av Shannon och Nelson Leander Cerqueira 1943. Psorophora lanei ingår i släktet Psorophora och familjen stickmyggor. Inga underarter finns listade i Catalogue of Life.